# Nuncjatura Apostolska we Włoszech i San Marino
Nuncjatura Apostolska we Włoszech i San Marino – misja dyplomatyczna Stolicy Apostolskiej w Republice Włoskiej. Siedziba nuncjusza apostolskiego mieści się w Rzymie. Nuncjusz apostolski pełni tradycyjnie godność dziekana korpusu dyplomatycznego akredytowanego we Włoszech od momentu przedstawienia listów uwierzytelniających.
Do 2017 wszyscy nuncjusze apostolscy we Włoszech byli Włochami. Jest to szczególna sytuacja, bowiem duchowni obejmujący nuncjaturę w kraju swego pochodzenia należą do rzadkości. Z tradycją tą postanowił zerwać w 2017 papież Franciszek, mianując na to stanowiska Szwajcara.
Wszyscy nuncjusze we Włoszech, z wyjątkiem arcybiskupów Romolo Carboniego i Adriano Bernardiniego, zostali później kreowani kardynałami.
Od 22 kwietnia 1995 nuncjusz apostolski we Włoszech akredytowany jest również w San Marino.

## Historia
Po proklamowaniu w 1861 Królestwa Włoch, zgłosiło ono aspiracje do panowania nad Rzymem i uczynienia z niego stolicy państwa. W wyniku jednoczenia się Włoch już w 1860 doszło do zaboru części Państwa Kościelnego, należącego do papieży. 20 września 1870, po wycofaniu się z Rzymu chroniących papieża wojsk francuskich, włoscy żołnierze zdobyli Wieczne Miasto i położyli kres Państwu Kościelnemu. Papież Pius IX nie uznał jednak ważności tej decyzji i ogłosił się więźniem Watykanu. Konflikt pomiędzy papiestwem a Włochami, nazywany kwestią rzymską trwał do podpisania 11 lutego 1929 traktatów laterańskich. 30 czerwca 1929 papież Pius XI mianował pierwszego nuncjusza we Włoszech. Został nim abp Francesco Borgongini Duca.

## Nuncjusze apostolscy we Włoszech
- abp Francesco Borgongini Duca (1929–1953)
- abp Giuseppe Fietta (1953–1958)
- abp Carlo Grano (1958–1967)
- abp Egano Righi Lambertini (1967–1969)
- abp Romolo Carboni (1969–1986)
- abp Luigi Poggi (1986–1992)
- abp Carlo Furno (1992–1994)
- abp Francesco Colasuonno (1994–1998)
- abp Andrea Cordero Lanza di Montezemolo (1998–2001)
- abp Paolo Romeo (2001–2006)
- abp Giuseppe Bertello (2007–2011)
- abp Adriano Bernardini (2011–2017)
- abp Emil Paul Tscherrig (2017–2024)
- abp Petar Rajič (od 2024)